# Valdemunitella hara
Valdemunitella hara är en mossdjursart som beskrevs av Gordon 1986. Valdemunitella hara ingår i släktet Valdemunitella och familjen Calloporidae. Inga underarter finns listade i Catalogue of Life.